# 라디오de아이마SHOW!
라디오de아이마SHOW! (라디오데아이마쇼)는 아케이드 게임 'THE IDOLM@STER'로부터 파생한 인터넷 라디오 프로그램. 2006년 (헤세이 18년) 4월 27일 전달 개시. 전77회+2회. 애니메이트 TV에서 전달되었다. 매주 목요일 갱신. 정식적인 타이틀은 'Radio of THE IDOLM@STER on the web 라디오de아이마Show!'. 애칭은 '라디마SHOW! (라디마쇼)'.
후 프로그램으로서 'Radio For You!' 'P.S. 프로듀서'가 전달되고 있다.

## 퍼스널리티
퍼스널리티는 게임 THE IDOLM@STER에 출연하고 있는 성우가 근무했다. 제1기와 제2기의 변천에 대해서는 별항 참조.
제1기 (제1회- 제26회)
나카무라 에리코 (아마미 하루카 역), 이마이 아사미 (키사라기 치하야 역), 오치아이 유리카 (하기와라 유키호 역)의 3명.
제2기 (제27회- 제47회), 제3기 (제48회- 제77회, 에필로그 1, 2)
나카무라 에리코 (아마미 하루카 역), 이마이 아사미 (키사라기 치하야 역), 니고 마야코 (타카츠키 야요이 역)의 3명.

### 제2기
원래 당번조는 반년 간에 종료할 예정이었지만, 예상 이상의 인기가 있었기 때문에 전달 연장을 결정했다. 그 때에 제1회로부터 제26회 전달분을 제1기라는 위치설정으로, 제27회 이후를 제2기로 했다. 프로그램 연장에 수반해, 제1기 퍼스널리티의 오치아이는 스케줄의 형편으로부터 졸업하게 되어, 대신에 니고가 제2기 퍼스널리티로서 가입했다.
덧붙여 프로그램 중에서의 설정에서는, 제1기 퍼스널러티의 유닛 TORICO가 아이돌 랭크 A까지 도달하면서도 규정 기간에 이르렀기 때문에 은퇴를 피할 수 없게 되고 오치아이가 빠져 니고가 가입한 제2기 퍼스널러티의 신유닛 Engage!로서 재도전이라는 취급이 되어 있다.

### 제3기
제47회 (제2기 제 21회)에서 Engage!는 규정 기간 도달 때문에 은퇴 (최종회)가 되는 곳에 있었지만, 'Xbox 360판이 1년간 프로듀스제가 되었기 때문에, 라디마SHOW!도 1년제로 하면 되잖아'라는 일로, 제3기의 속행이 결정되었다.
여담이지만, 이 회는 프로그램의 마지막에 속행 결정을 발표해, 그것까지는 최종회인 일을 전제로 프로그램이 진행되고 있었지만, 애니메이트 TV의 프로그램 배포 페이지에 다음 번 전달일이 명기되어 그를 알아차린 청취자 (프로듀서)들에게는 최초부터 속행이 들켜 버리고 있었다.
게다가 제47회 방송 후, 끝까지 프로그램을 듣지 않거나, 전술에 있듯이 속행이 들킨 것도 관련되지 않고 명백한 깜짝을 의식한 진행에의 청취자로부터의 불평·항의의 메일이 쇄도해, 제50회에서 그에의 보충하는 코너가 만들어졌을 정도.
덧붙여 이 제47회로는 특히 제3기라고는 하지 않았지만, 제48회에서 제3기로 명언되었다.
제77회에서, 이번은 정말로 종료했지만, 그 앞으로 2회, 공개 녹음의 모양을 전달하고 있다.

### TORICO
TORICO (토리코)는 제1기 퍼스널리티의 나카무라, 이마이, 오치아이의 3명에 의한 유닛. 이 유닛명은 프로그램 청취자로부터의 공모에 의해서 결정되었다. 데뷔곡은 'SHINING STAR★彡' (샤이닝 스타)로, 제19회부터 제26회의 엔딩을 장식했다. 또 이벤트 한정으로 CD가 발매되었다. CD에 대해서는 별항 참조.
TORICO에는 이하와 같은 의미가 담겨져 있다.
- 하루카의 빨강, 치하야의 파랑, 유키호의 흰색 이미지 칼라가 트리콜로레 컬러이다
- 모두를 포로로 한다
- 트리오 유닛이다

캐치프레이즈는 '지금, 시골마을에서 합류하자!'. 이마이, 나카무라, 오치아이의 3명의 이름이 포함되어 있는 것이 포인트. 이 프레이즈는 원래, 유닛명의 후보의 하나로서 청취자로부터 전해진 것이었다. 유닛명을 결정할 때에 오치아이가 이것을 강력하게 헤아리지만, 결과적으로는 TORICO로 정해졌다. 그 후 캐치프레이즈를 매듭지을 때에 다시 이 안이 부상해, 이번이야말로라고 생각한 오치아이의 맹푸쉬로 이 프레이즈로 정해졌다는 경위가 있다.

### Engage!
Engage! (인게이지)는 제2기·제3기 퍼스널리티 나카무라, 이마이, 니고의 3명에 의한 유닛으로, 명칭은 제1기의 TORICO와 같이  프로그램 청취자로부터의 공모에 의해서 결정되었다. 데뷔곡은 '당신의 히트코트'로, 제54회부터 제77회의 엔딩을 장식했다. 캐치프레이즈는 '당신에게 Engage!'.
Engage!에는, 팬과의 관계가 '맞물린다'라는 의미가 담겨져 있다.
통상의 레슨에서는 그만큼 성적이 나쁘지 않지만, 왠지 랭크 업에 관련되는 오디션에서 불합격을 연발해 버려, 결과적으로 TORICO와 비교해 좀처럼 레벨이 오르지 않고, 스탭 측에서는 C랭크에 올랐을 때에 그 축하로서 곡제작을 발표하려고 준비해 있었지만, 오르지 않은 채로 제2기가 끝나 버렸다.
제3기에 들어가, 간신히 랭크가 올라가, 최종적으로는 S랭크까지 도달하고 있다.

### 사장
게임내의 사무소 '765 프로덕션'의 사장. 캐스트는 게임과 같이 토쿠마루 칸. 오프닝, 엔딩의 나레이션이나 프로그램 중의 딴죽을 하는, 이른바 '하늘의 소리'적 존재. 미리 별개에 수록된 보이스를 프로그램 디렉터 '사토 씨'가 임의의 타이밍에 재생하고 있다. 제3기에 들어가 보이스 패턴이 큰 폭으로 증가해 묘하게 익살스러운 캐릭터가 정착하며 갔다.